# 蔦木宿
蔦木宿（つたきじゅく）は、甲州街道の江戸から数えて四十二番目の宿場。現在の長野県諏訪郡富士見町落合に位置する。江戸から45里30町、隣の茅野市金沢から3里4町に位置する。
甲州街道が国界橋で釜無川を越えて、信州に入って最初の宿場である。慶長20年（1615年）頃から計画的に造営され、宿場の長さは4町30間で、東西の桝形の間に一直線に伸びており、現在は西側の桝形が当時の形をとどめている。
『甲州道中宿村大概帳』によれば総家数は105軒、本陣は1軒、脇本陣なし、問屋場は2軒、旅籠は15軒であった。本陣は「大阪屋」を屋号とする有賀家で、問屋役は15日交代で人馬を継ぎたてた。
明治13年（1880年）の明治天皇巡幸の際は、小休憩所となった。明治40年（1917年）、渡辺千秋子爵が本陣の建物を買い取り、価格改富士見高原の南原山の別荘「分水荘」に移築したが、昭和50年代に老朽化のため取り壊された。本陣の表門は元治元年（1864年）の火災後に新築され、平成2年（1990年）に同町の歴史民俗資料館に保存され、同4年（1992年）に本陣跡地に復元された。